# Santa Helena Esporte Clube
Il Santa Helena Esporte Clube, noto anche semplicemente come Santa Helena, è una società calcistica brasiliana con sede nella città di Santa Helena de Goiás, nello stato del Goiás.

## Storia
Il club è stato fondato il 17 novembre 1965. Il Santa Helena ha vinto il Campeonato Goiano Segunda Divisão nel 1986 e nel 2008, vinse anche il Campeonato Goiano Terceira Divisão nel 2007. Ha partecipato alla Coppa del Brasile nel 2011, dove è stato eliminato al primo turno dall'Uberaba.

## Palmarès

### Competizioni statali
- Campeonato Goiano Segunda Divisão: 2

1986, 2008
- Campeonato Goiano Terceira Divisão: 2

2007, 2022

### Altri piazzamenti
- Campionato Goiano:

Secondo posto: 2010